# Gahania karooensis
Gahania karooensis är en skalbaggsart som beskrevs av Karl Adlbauer 1998. Gahania karooensis ingår i släktet Gahania och familjen långhorningar. Inga underarter finns listade i Catalogue of Life.